# Plastikowa droga

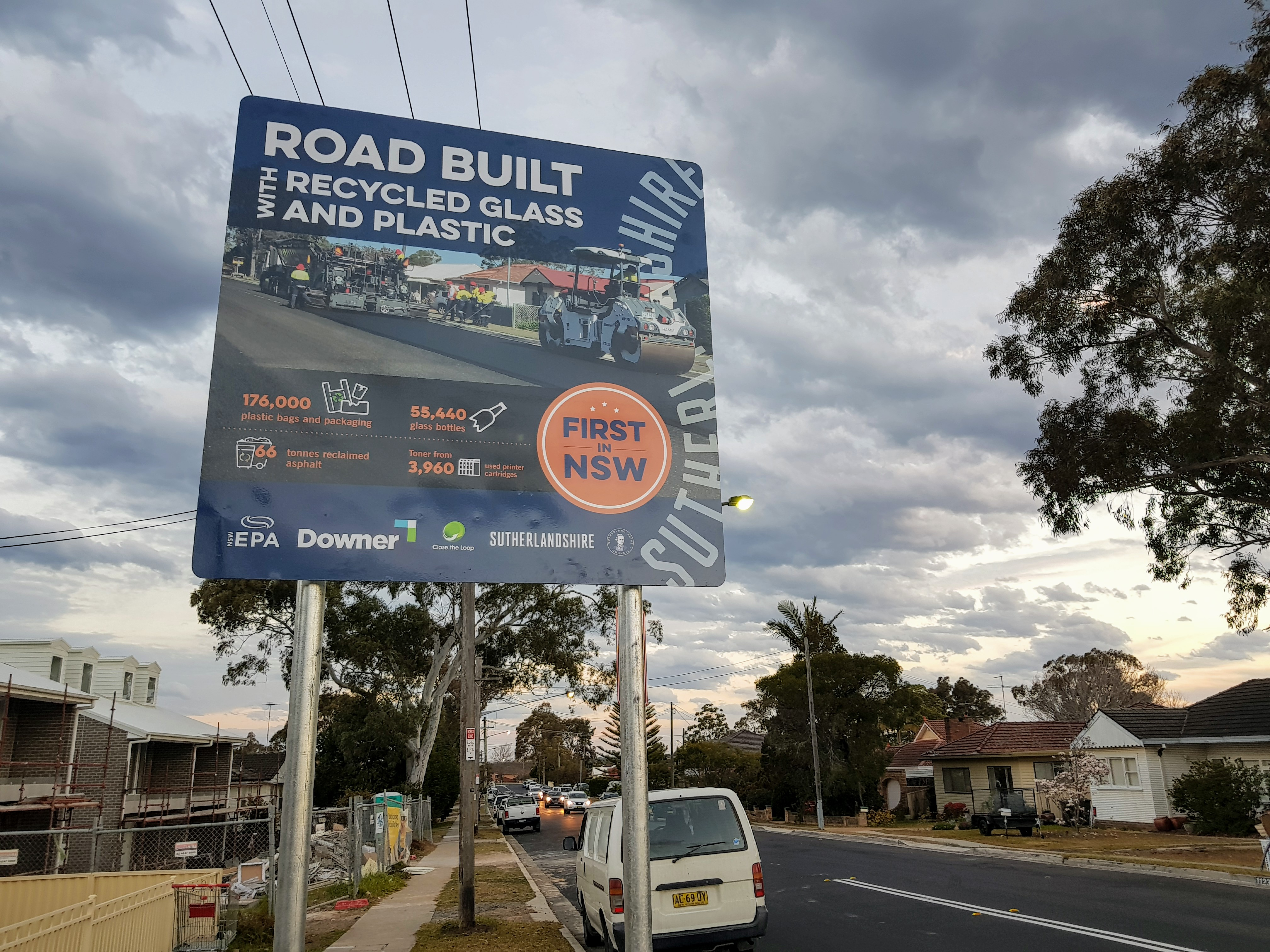
Pierwsza droga wzbogacona szkłem i plastikiem z recyklingu w Nowej Południowej Walii w Australii

Plastikowa droga – droga wykonana w całości z tworzyw sztucznych lub z kompozytów tworzywa sztucznego z innymi materiałami. Drogi kompozytowe z dodatkiem tworzyw sztucznych wykazują cechy przewyższające zwykłe drogi asfaltobetonowe; w szczególności wykazują lepszą odporność na erozję i zmiany temperatury. W Australii, Indonezji, Indiach, Wielkiej Brytanii, Stanach Zjednoczonych i wielu innych krajach używano technologii dodawania odpadów z tworzyw sztucznych do mieszanki asfaltowej. Stosowanie tworzyw sztucznych do budowy dróg otwiera nowe możliwości recyklingu tworzyw pokonsumpcyjnych.